# Dramalj
Dramalj és un petit poble pesquer de Croàcia que es troba al comtat de Primorje - Gorski Kotar i pertany al municipi de Crikvenica.